# Café Hawelka

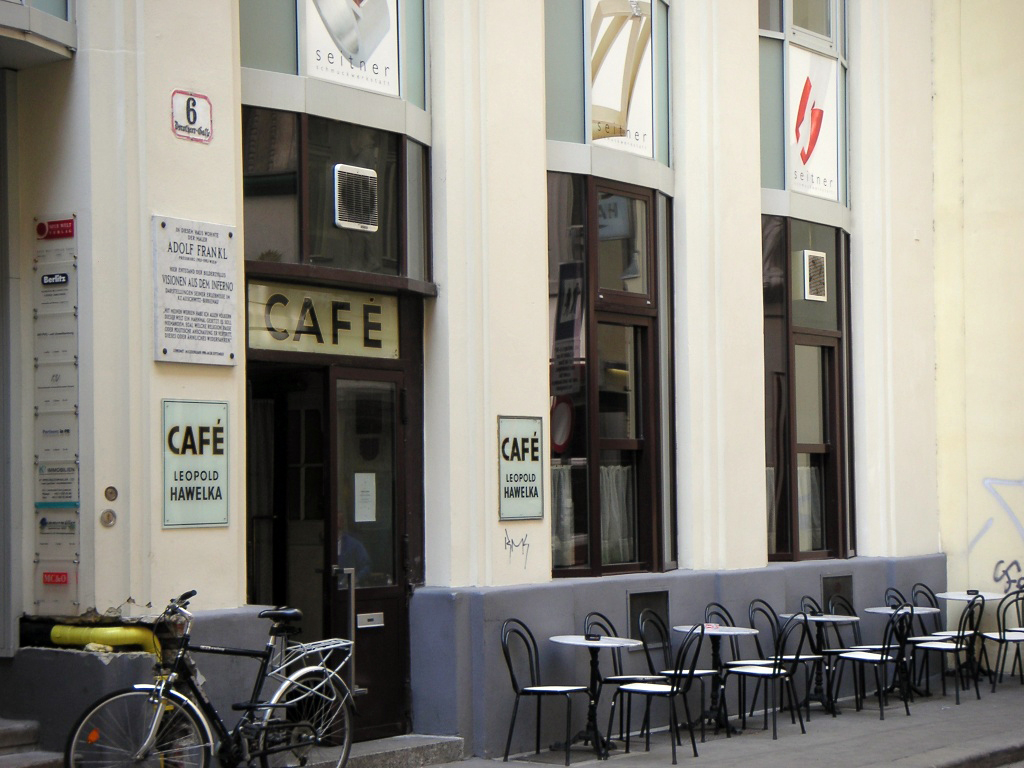
Café Hawelka.

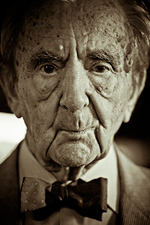
Leopold Hawelka en 2008.

El Café Hawelka es una popular cafetería ubicada en el Distrito 1 de Viena, Austria. Se encuentra en el número 6 de la calle Dorotheergasse.
El Café Hawelka fue fundado por Leopold Hawelka en 1939. Con anterioridad, desde 1936, Hawelka había regido el Kaffee Alt Wien en la Bäckerstraße. Junto con su esposa Josefine se hizo con el control del Café Ludwig, en Dorotheergasse, en mayo de 1939. Este lugar era anteriormente la ubicación del bar Je t'aime-Bar, abierto en 1906. Tras el estallido de la Segunda Guerra Mundial el Hawelka tuvo que cerrar debido a que Leopold fue llamado al frente. En otoño de 1945 fue reabierto en el afortunadamente aún casi intacto edificio.
Al finalizar el periodo de ocupación en 1955, el café se convirtió rápidamente en un punto de reunión para escritores y críticos como Heimito von Doderer, Albert Paris Gütersloh, Hilde Spiel, Friedrich Torberg y Hans Weigel. Tras el cierre del Café Herrenhof en 1961, aún más artistas empezaron a frecuentar el Hawelka. Entre los clientes habituales se encontraban Friedrich Achleitner, H. C. Artmann, Konrad Bayer, Ernst Fuchs, Friedensreich Hundertwasser, Rudolf Hausner, Wolfgang Hutter, Helmut Qualtinger, Gerhard Rühm y Oskar Werner. En los años 60 y 70 el Hawelka vivió su auge. La atmósfera artística del lugar inspiró a Georg Danzer para la canción de 1976 Jö, schau (...was macht ein Nackerter im Hawelka).
Josefine Hawelka murió el 22 de marzo de 2005 después de haber dirigido el café durante 66 años junto a su esposo. Preparaba la especialidad del lugar, sus postres Buchteln (preparados hoy en día por Amir Hawelka según la receta tradicional). Leopold Hawelka todavía puede ser visto en la puerta del café saludando a los clientes.